# 浅沼智也
浅沼 智也（あさぬま ともや、1989年〈平成元年〉4月30日 - ）は、岡山県総社市出身の日本のトランスジェンダー活動家、看護師、映画監督。総社市男女共同参画推進委員メンバー。
性別不合（旧称は性同一性障害）当事者であることを公言しているFTM（Female To Male）。
映画「I AmHere〜私たちはともに生きている〜」東京ドキュメンタリー映画祭短編部門でグランプリ受賞、「チェンジマイノリティ」Shunyatam International Film Festivalショートフィルム部門受賞。日本で初となる東京トランスマーチを開催した。

## 来歴・人物
1989年、岡山県総社市で長女として生まれる。「智子（ともこ）」と命名された。幼少期の頃から男性と思っていたこともあり、「男女」「おかま」といじめられていた。
岡山県立総社高等学校に通う17歳の時に養護教員にカミングアウトした際に“性同一性障害”を知り、男性になるための治療をしていく決意をする。両親にはカミングアウトできなかったため、女子短期大学に通い看護師を目指す。この時にミナミにある、ショーパブでダンサーとして勤務。在学中に、乳腺摘出手術と改名をする。女子短期大学を経て看護師免許取得。
2013年、タイに渡り、性別適合手術を受ける。性同一性障害特例法に沿って、戸籍上の性別を女性から男性（続柄:長男）になる。
2019年、半生を綴った自伝「虹色ジャーニー　女と男と時々ハーフ」（文芸社）を出版。
2020年、日本のトランスジェンダーや性別違和当事者らの現状を綴ったドキュメンタリー映画「I  Am Here〜私たちはともに生きている〜」を製作。
2022年、トランスジェンダージャパン団体代表として「トランスジェンダー国会」を主催。
2023年、同性愛者が当たり前の世界を描いた映画「チェンジマイノリティ」を製作。
2024年3月14日、強制わいせつ容疑で青森警察に逮捕。4月4日暴行罪で起訴。2025年1月16日無罪判決。

## 映画
- I Am Here 〜私たちはともに生きている〜
- チェンジマイノリティ

## 著書
- 虹色ジャーニー 女と男と時々ハーフ 文芸社、2020年1月、ISBN 978-4-286-20195-5[7]。